# دان بريستون
دان بريستون (بالإنجليزية: Dan Preston) (مواليد 26 سبتمبر 1991 في برمينغهام - إنجلترا) لاعب كرة قدم إنجليزي يلعب حاليا لصالح نادي تاموورث الإنجليزي منذ 2002 في مركز قلب الدفاع.

## روابط خارجية
- دان بريستون على موقع قاعدة بيانات كرة القدم.إي يو (الإنجليزية)
- دان بريستون على موقع Soccerbase.com (لاعب) (الإنجليزية)
- دان بريستون على موقع Soccerway.com (الإنجليزية)
- دان بريستون على موقع كووورة